# Cryptochloa concinna
Cryptochloa concinna là một loài thực vật có hoa trong họ Hòa thảo. Loài này được (Hook.f.) Swallen mô tả khoa học đầu tiên năm 1942.